# Партия единства в защиту прав человека
Партия единства в защиту прав человека (алб. Partia Bashkimi për të Drejtat e Njeriut, греч. Κόμμα Ένωσης Ανθρωπίνων Δικαιωμάτων) — либерально-центристская политическая партия Албании.
Основана в 1992 г. для защиты интересов греческого населения страны. В 1997 г. участвовала в парламентских выборах в составе коалиции, которую возглавила Социалистическая партия Албании. В 2001 г. получила 2.6 % голосов и три места в парламенте, в июле 2005 г. — лишь два места, в 2009 г. — одно. Лидер партии — Вангел Дуле.